# Garður
Garður era um antigo município da Islândia. Em 2018 se fundiu com Sandgerði para criar o novo município de Suðurnesjabær. A população era de 1 595 em 2018.